# Dorothée Piatek
 (mars 2025).
Motif : Pas de source
- Archive Wikiwix
- Bing
- Cairn
- DuckDuckGo
- E. Universalis
- Gallica
- Google
- G. Books
- G. News
- G. Scholar
- Persée
- Qwant
- (zh) Baidu
- (ru) Yandex
- (wd) trouver des œuvres sur Wikidata

| 1. | Préciser le motif de la pose du bandeau. | Précisez le motif de la pose du bandeau en utilisant la syntaxe suivante : {{admissibilité à vérifier\|date=mai 2025\|motif=remplacez ce texte par le motif}}                        |
| 2. | Informer les utilisateurs concernés.     | Pensez à avertir le créateur de l'article, par exemple, en insérant le code ci-dessous sur sa page de discussion : {{subst:avertissement admissibilité à vérifier\|Dorothée Piatek}} |

Dorothée Piatek est une auteure française de littérature née à Haubourdin dans le Nord de la France.

## Biographie
Dorothée Piatek se dirige vers des études de graphisme et de photographie à l'institut saint Luc de Tournai en Belgique avant de s'installer en Normandie où elle commence à écrire.
Son premier roman, L'Horizon bleu, paru en 2002 aux éditions Petit à Petit et plusieurs fois primé, raconte le destin d'un jeune instituteur incorporé dans l'armée durant la Première Guerre Mondiale. 
Dorothée Piatek est publiée aux éditions du Seuil, la Martinière, Petit à petit, Bilboquet, Vilo. 
Elle obtient plusieurs prix littéraire, dont le prix PEP solidarité et collabore avec les illustrateurs Magali Fournier, Elodie Coudray, Julien Tixier, Jeremy Moncheaux, Gwendal Blondelle... 
Ses livres sont traduits en plusieurs langues.

## Publications
- L’Horizon bleu, illustrations de Yann Hamonic. Éditions Petit à Petit, novembre 2002 - Petit Poche, septembre 2006 (réédition Seuil 2012)
- Trilogie du Cercle d'Or (Prix du roman médiéval 2004. Édition en coffret en 2006)
  - Le Cercle d’Or Tome I, L’Empreinte de la Mandragore. Éditions Petit à Petit, juin 2003.
  - Le Cercle d’Or Tome II,  L’Arcane des Justes. Éditions Petit à Petit, octobre 2003.
  - Le Cercle d’Or Tome III,  Le Baiser de Paix. Éditions Petit à Petit, mai 2004.
- Tant qu'il y aura des femmes, édition Le manuscrit, novembre 2005 (ouvrage collectif pour la défense du droit de la femme, nouvelle Les Yeux de Leila).
- Le Marchand de parapluies. Éditions Le Petit Phare, février 2006.
- Je marchais malgré moi dans les pas du diable. Éditions Petit à Petit, 6 avril 2006 (réédition Seuil, 2013).
- Le Secret du phare. Éditions Averbode, octobre 2006.
- Les Chansons de Raphael et de Louise Attaque en BD. Scénario. Éditions Petit à petit, novembre 2006.
- Le Prince aux grands pieds, illustration d'Élodie Coudray, Éditions Petit à petit, mai 2007.
- Les Dents du bonheur, illustration de couverture de Fabrice Backes, édition Petit à Petit, février 2008.
- L'Allumeur de rêves, illustrations de Gwendal Blondelle, Éditions Petit à Petit. (réédition La Martinière, 2013)
- La Sorcière dans le congélateur, illustration de Maryloup, Édition Petit à Petit, 2008.
- Le Vieux qui avait un grain dans la tête, Illustration de Julien Tixier, Éditions Petit à Petit, 2008.
- Le Jardin de Tonio, illustration d'Élodie Coudray, Éditions Petit à Petit, 2008.
- La Mémoire envolée, Illustration de Marie Desbons, Éditions Gecko, 2009.
- Blanc, les 4 vies d'Aya, illustration Magali Fournier, Éditions Petit à Petit, 2009.
- Pourpre, les 4 vies de Kintaro, illustration Yann hamonic, Éditions Petit à Petit, 2009.
- Rentrée scolaire chez les sorcières, illustration de Maryloup, Édition Bilboquet, 2012.
- L’Horizon bleu, éditions du Seuil, 2012.
- L'Allumeur de rêves, illustrations de Gwendal Blondelle, éditions La Martinière, 2013.
- Je marchais malgré moi dans les pas du diable, éditions du Seuil,l, 2013.
- Le Silence des oiseaux, éditions du Seuil, mai 2014.
- La Demoiselle de Wellington, éditions du Seuil, mai 2017 - https://www.lademoiselledewellington.fr
- Le Prince aux grands pieds, illustration d'Élodie Coudray, Réédition Petit à petit, mars 2018.
- Le Jardin de Tonio, illustration d'Élodie Coudray, Réédition Petit à Petit, avril 2018.

## Prix
- La Demoiselle de Wellington : sélectionné au prix de la Revue des professeurs de Lettres 2017-2018
- Le Silence des oiseaux : Prix "Tapage" 2016 / sélectionné au prix "Livre Elu en Livradois-Forez " 2016 / sélectionné au "prix Garin" 2015 / sélectionné au "prix Cordage" 2015
- Le Cercle d'or : sélectionné au "prix des collégiens" 2011 / Prix du roman historique 2005
- Le Jardin de Tonio : sélectionné au prix "Cordage" 2010 / sélectionné au prix "Tatoulu" 2010
- La Mémoire envolée : sélectionné au prix "Cordage 2011" / Elu livre préféré des enseignants 2010 / sélectionné au prix "Chronos 2010"
- L'Allumeur de rêves : sélectionné au prix "Michel Tournier 2017" / sélectionné au prix "Je lis, j'élis 2009"
- Le Prince aux grands pieds : sélectionné au prix "Fondation Mouvement pour les villages d'enfants 2009"
- Le Vieux qui avait un grain dans la tête : sélectionné au prix "Tatoulu" 2010 / sélectionné au prix "Chronos Vacances 2009"
- Les Dents du bonheur : sélectionné au prix "Auchan jeunesse 2008"
- Je marchais malgré moi dans les pas du diable : Prix du meilleur roman jeunesse de la ville de Cherbourg 2008 / coup de cœur des libraires "LCI" / sélectionné au prix des"Incorruptibles 2008" / sélectionné au prix du roman historique de Blois 2008 / sélectionné au Prix "Escapages"de L'Indre 2008 / sélectionné au Prix de la ville de Vannes 2008 / sélectionné au prix "Enlivrez-vous" en mai 2007 / sélectionné au prix de la ville de Poitiers 2007 / sélectionné au prix de la ville de Montélimar 2007 / Prix de la ville de Giens 2007 / sélectionné au prix de la ville de Lyon 2007 / sélectionné au prix "Ibby" 2007 / sélectionné au prix de la ville de Nancy 2007 / sélectionné au prix Festi-livre de Valenciennes 2007
- L’Horizon bleu : remporte le défi lecture 2014 /  Prix PEP Solidarité 2013 /  Prix du roman historique de la ville de Blois 2008 / Prix de la ville d’Elbeuf 2008 / Prix des "7 à lire" 2005 / "Jeune talent Fnac" 2003 / sélectionné au prix Octogone2003 / sélectionné pour participer au prix de la Revue Littéraire 2004

## Adaptations théâtrales
- L'Horizon bleu par la compagnie La boite à sel
- L'Allumeur de rêve par la compagnie La Famille Vicenti